# 왕밍쥐안
왕밍쥐안(중국어: 王明娟, 병음: Wáng Míngjuān, 한자음: 왕명연, 1985년 10월 11일 ~ )은 중화인민공화국의 역도 선수이다.

## 같이 보기
- 2012년 하계 올림픽 중국 선수단